# Dzień Służby Publicznej
Dzień Służby Publicznej (ang. Public Service Day) – święto obchodzone corocznie 23 czerwca, ustanowione przez Zgromadzenie Ogólne ONZ w dniu 20 grudnia 2002 roku (rezolucja 57/277). 
Pierwsze obchody odbyły się w 2003 roku.
Obchody Dnia mają ma celu podkreślenie znaczenia usług publicznych i osiągnięć służby na rzecz społeczności oraz jej działalność dla rozwoju gospodarczego, demokracji i pokoju na całym świecie. Ten dzień ma służyć docenieniu pracy służby publicznej i zachęceniu młodych ludzi do rozpoczęcia kariery w sektorze publicznym.
Dzień ten jest również okazją do wręczenia konkretnym służbom z krajów członkowskich Nagrody dla Służby Publicznej.
W 2009 roku Nagrody zostały przyznane dwunastu instytucjom związanym z sektorem publicznym z krajów należących do ONZ: Korei Południowej, Słowenii, Zambii, Egiptu, Indii, Kanady, Omanu, RPA, Szwecji, Tajlandii i Polski.
W Polsce Nagrodę w kategorii zarządzania wiedzą w instytucjach publicznych otrzymała Krajowa Szkoła Administracji Publicznej w Warszawie.
W 2011 roku pierwszą Nagrodę Narodów Zjednoczonych dla Służby Publicznej otrzymał Urząd Skarbowy w Sierpcu.